# Siemens and Halske T52

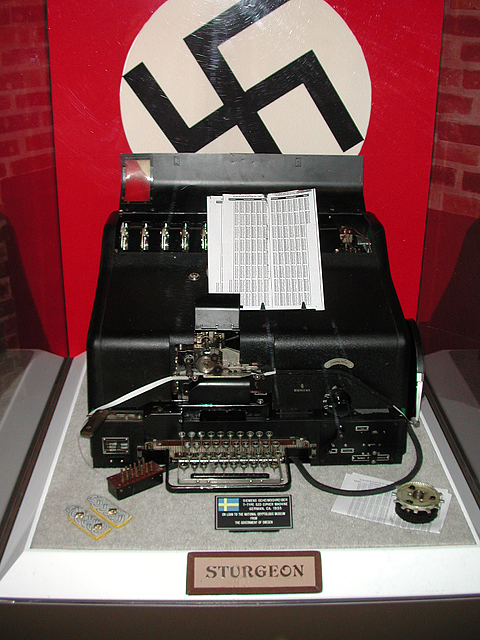
Mostra de l'"Surgeon" al Museu Nacional de Criptologia als EUA.

La Siemens & Halske T52, també coneguda com a Geheimschreiber («teletip secreta» en alemany), o Schlüsselfernschreibmaschine (SFM), fou una màquina de xifrar i teletip alemanya de la Segona Guerra Mundial produïda per Siemens & Halske. L'aparell i el trànsit codificat amb aquest reberen el nom en clau d'Sturgeon pels criptanalistes britànics, majoritàriament treballant a Bletchley Park.
Mentre que la màquina d'Enigma era utilitzada generalment per unitats de camp, la T52 era una màquina en línia en ús per la Luftwaffe i la Kriegsmarine atès que podien utilitzar maquinària pesada incloent teletips. Igual que la Lorenz, l'Sturgeon va ser utilitzada en finalitats i rols similars en l'armada alemanya.

## Operació
Els teletips de l'època emetien cada caràcter com a cinc bits paral·lels en cinc línies, normalment seguint la codificació de Baudot també anomenat Alfabet Internacional 2. La T52 tenia deu rotors que separaven en dos grups, cinc d'ells generaven una seqüència pseudoaleatòria de bits que feia d'operador en una XOR juntament amb l'entrada de l'usuari i els altres cinc determinaven intercanvis en els valors dels bits entre les línies. A més, el nombre de pins a cada rotor eren coprimers. Cal destacar que l'operació XOR és commutativa pel qual seguint la mateixa configuració i utilitzant el resultat com a entrada es pot recuperar l'entrada original.
En comparació a la Lorenz, le Geheimschreiber era molt més complexa, no només com a generadora de nombres pseudoaleatoris sinó també com a màquina de xifrat XOR. Per exemple, en cas que un missatge fos enviat dues vegades utilitzant la mateixa configuració —anomenat depth de dos en l'argot de Bletchley— aquest podia ser detectat estadísticament però era més difícil d'atacar i no solucionat trivialment com ho hauria estat amb la Lorenz.
Malgrat la complexitat del xifrat, el codi va ser descobert fàcilment (i inexplicablement) pel matemàtic suec de la universitat d'Uppsala Arne Beurling, l'estiu de 1940.

## Models

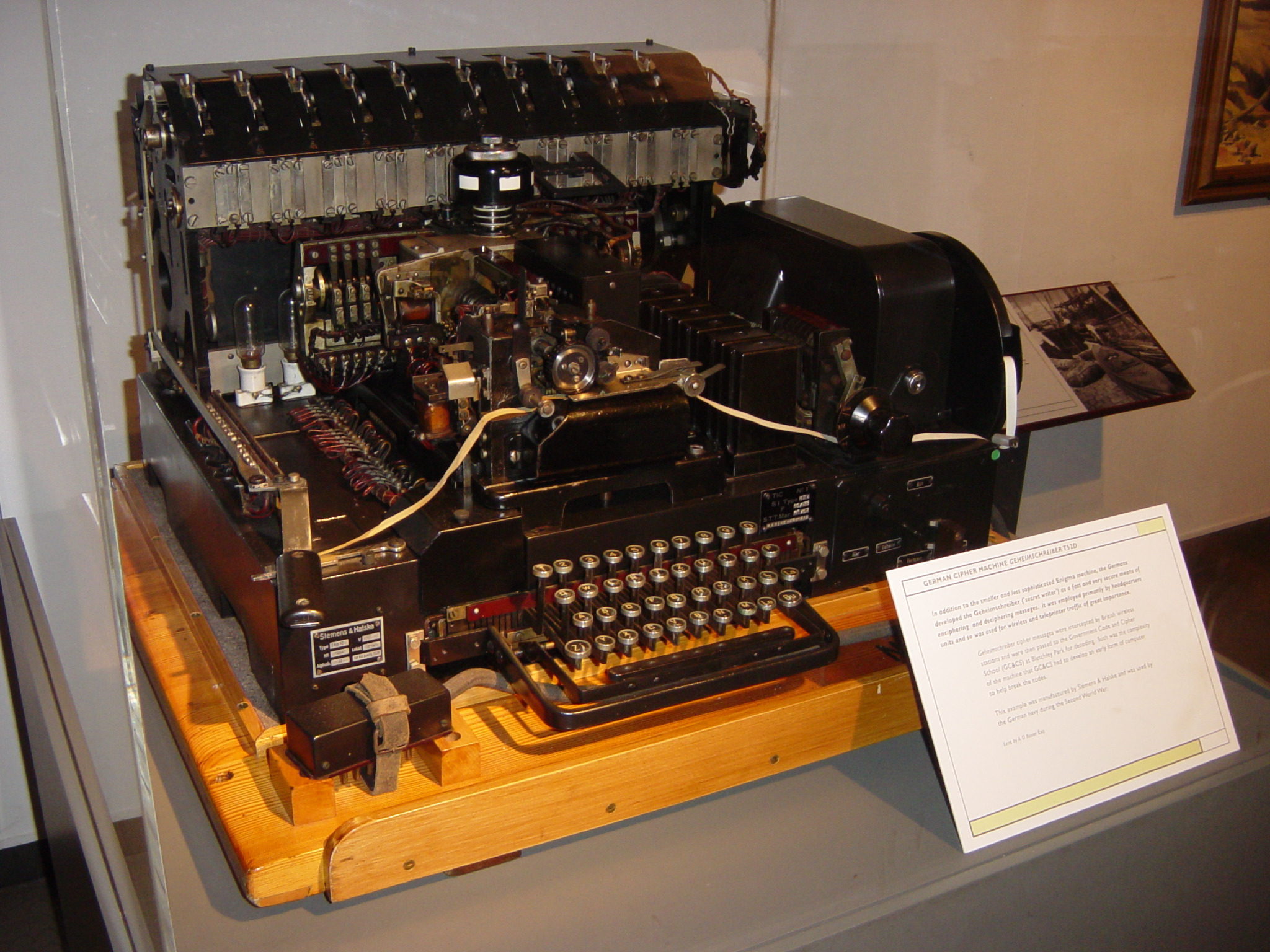
Una T52d en exposició al Museu Imperial de la Guerra a Londres.

Siemens va produir diverses versions de la T52 majoritàriament incompatibles entre elles començant el 1932 amb la T52a. Després de detectar interferències en les transmissions, Siemens va idear la T52b que només es diferenciava amb la T52a per un filtre de soroll que no alterava el funcionament. És per això que moltes vegades s'hi fa referència com a T52a/b o T52ab. La T52c es va desenvolupar a partir del 1941 i disposava d'un selector de clau més senzill d'utilitzar. Això va fer però reduir el nombre d'alfabets i rebaixar la seva complexitat. Aquest model però disposava d'un interruptor per ser utilitzada com a T52a/b i, per tant, mantenir la compatibilitat. Una de les grans millores en segurat es va donar en el següent model, la T52d on es va incloure rotació dels rotors irregular. Altres models menys coneguts són la T52e i T52f, aquesta última només ideada i mai produïda degut a diversos factors, incloent el bombardeig de les fàbriques de Siemens & Halske.